# Faustkeil von Schnaitheim

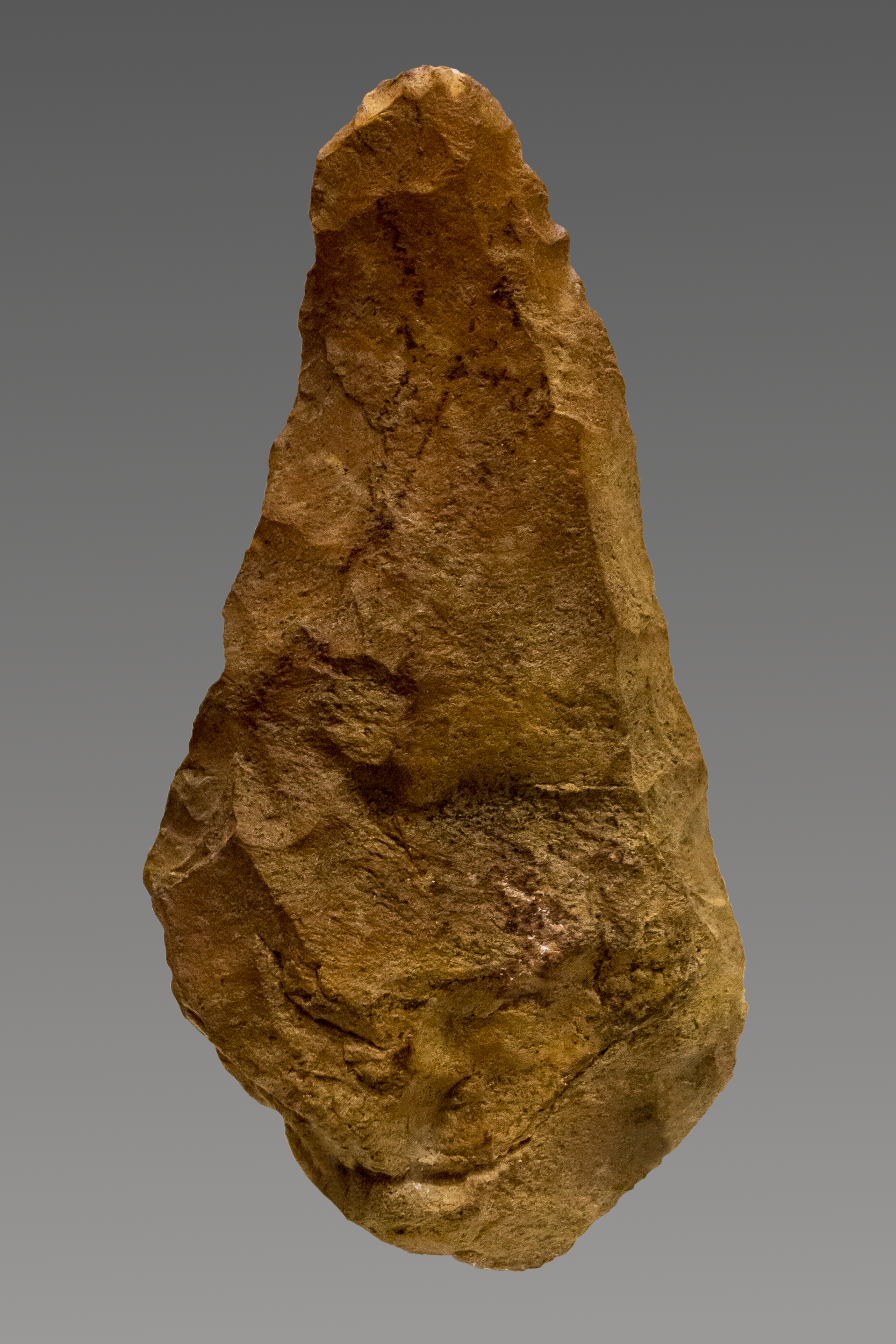
Faustkeil von Schnaitheim

Der Faustkeil von Schnaitheim ist ein 50.000 bis 80.000 Jahre alter Faustkeil, der 1999 auf dem Moldenberg im Heidenheimer Ortsteil Schnaitheim gefunden wurde.

## Fundgeschichte

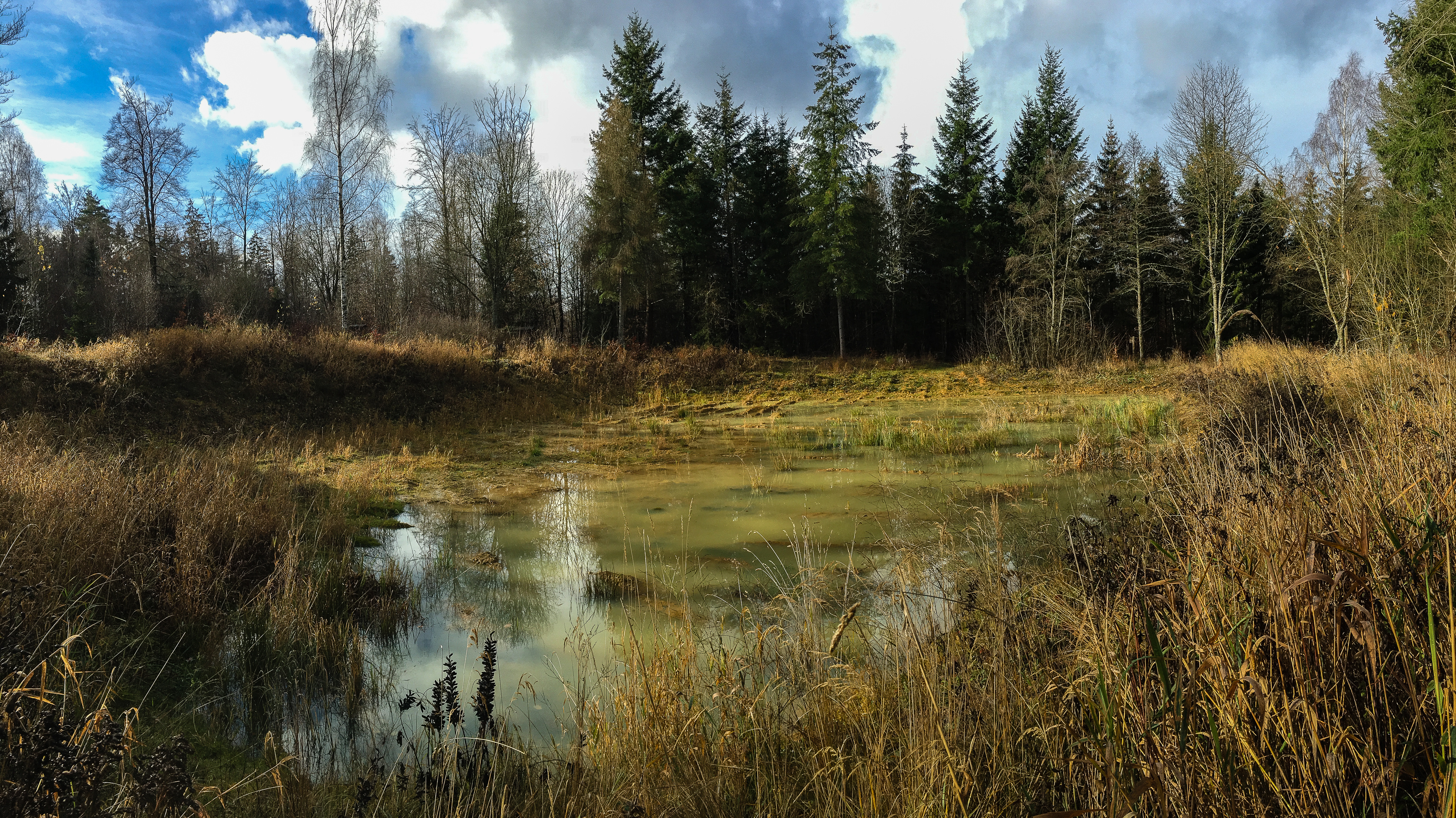
Sumpfgebiet auf der Winterhalde östlich von Schnaitheim

Der Faustkeil wurde am 5. Juni 1999 von dem ehemaligen Stadtförster der Stadt Heidenheim, Martin Schlierer, bei einer Begehung seines früheren Forstbezirks gefunden und aufgelesen. Es handelt sich um einen Einzelfund. Die Freilandfundstelle befindet sich bei einer kleinen Forsthütte im Gewann Winterhalde auf 590 m ü. NHN, unmittelbar neben einer aufgelassenen Baumschule und einem angrenzenden Sumpfgebiet. Die örtlichen Gegebenheiten und Fundumstände lassen darauf schließen, dass das Artefakt nicht verlagert wurde und somit am ursprünglichen Ablageort aufgefunden wurde. Gegen diese These sprechen rostfarbige Spuren, die vom Kontakt mit einer Pflugschar stammen könnten.

## Beschreibung
Der Faustkeil ist 15,7 cm lang, 8,6 cm breit und 5,5 cm dick. Die Spitze ist rund und asymmetrisch herausgearbeitet, die Schneiden weisen kleinere, rezente Beschädigungen auf. Am Griffende ist beidseitig verrundete Cortex erhalten, als Rohmaterial kommt daher ein lokal vorkommender Wackerstein aus den Schottern der Urbrenz in Frage, die auf der Winterhalde abgelagert sind. Es handelt sich um grobkörnigen, rotbraun bis braun verwitterten Jurahornstein.

## Datierung
Die Fundstelle liegt nur 4,25 km Luftlinie von der Heidenschmiede entfernt – einem Abri im Felsen unter dem Schloss Hellenstein – in der 1930 bei einer Ausgrabung ein gleichartiger mittelpaläolithischer Faustkeil gefunden wurde. Technologische und typologische Ähnlichkeiten bestehen auch mit den Faustkeilen aus der Bocksteinhöhle im Lonetal, so dass der Faustkeil von Schnaitheim in der Alterseinstufung ebenfalls dem älteren Moustérien (Moustérien mit Micoquien-Option) zugehörend angesprochen werden kann. Er ist etwa 80.000 bis 50.000 Jahre alt.
Der Faustkeil von Schnaitheim wurde 2015 im Museum Schloss Hellenstein erstmals öffentlich gezeigt. Er befindet sich heute im Landesamt für Denkmalpflege Baden-Württemberg in Esslingen am Neckar.